# Glublja
Glublja (bělorusky Глубля, rusky Глубля) je jezero v Bělorusku. Nachází se v Mjadělském okrese v Minské oblasti v povodí řeky Strača na území přírodní rezervace Blankytná jezera. Má rozlohu 0,47 km². Je 1,15 km dlouhé a 510 m široké. Dosahuje maximální hloubky 26,8 m při průměrné hloubce 10,4 m.

## Pobřeží, ostrov, dno
Svahy kotliny jsou vysoké 20 až 35 m, písčité a jsou porostlé borovicovým lesem. Břehy spadají se svahy, na severozápadě a na jihu jsou bažinaté. Podél břehů je jen úzká písčitá mělčina, hlubší dno je pokryté vrstvou sapropelu. Jezero zarůstá podvodním rostlinstvem do hloubky 7 m.

## Vodní režim
Do jezera ústí průtok z jezera Glubelka a odtéká průtok do řeky Strača.